# 小戈阿沃
小戈阿沃（Petit-Goâve）是海地西部的沿海市鎮，位於首都太子港西南68公里（42英哩），人口約12,000，是海地最古老的城市之一。
2010年海地地震後，1月20日在小戈阿沃地底發生矩震級5.9的餘震。
福斯坦一世出生于小戈阿沃。